# Histoire et culture historique dans l'Occident médiéval
 (mars 2022).
Histoire et culture historique dans l'Occident médiéval est un livre de Bernard Guenée, édité pour la première fois en 1980. Plusieurs rééditions sont parues par la suite, notamment celle de 1991. Cet ouvrage a été édité par Aubier-Montaigne à Paris au sein de la collection historique. L'édition de 1991 comporte 475 pages.

## Introduction
Cet ouvrage fruit de nombreuses recherches de la part de Bernard Guenée a notamment utilisé les ouvrages de la Sorbonne et ceux de la Bibliothèque de l'École des chartes. Par la suite, il a consulté les œuvres et les sources présentes dans divers instituts britanniques renommés, telles que les universités d'Oxford et de Cambridge. L'œuvre en soi se compose d’une introduction, de huit paragraphes distincts et d’une conclusion plus diverses annexes, dont une très riche bibliographie.
Bernard Guenée a commencé son ouvrage en 1970 et travaillera dessus pendant 10 années entières, jusqu'à sa publication en 1980. On est donc dans la période post 1968 et il s’inscrit bien dans ce mouvement de remise en cause de certaines idées qui faisaient alors autorité dans la pensée de beaucoup d'historiens de l'époque. C’est un ouvrage dont le propos est réellement scientifique ; il heurte le sens commun en s’opposant à deux tendances de la part des médiévistes : tout d’abord celle de penser que tous les chroniqueurs et les moines copieurs étaient des personnes banales qui composaient des ouvrages teints de légendes, de miracles, en fait des récits hagiographiques mais pas de réels récits historiques. De même, Guenée combat l'idée que ces derniers se contentaient de simplement recopier, parfois mot pour mot des œuvres historiques antiques ou plus récentes, sans s’efforcer de reformuler la moindre phrase. L’autre idée contradictoire est au contraire de considérer que les travaux des historiens du Moyen Âge sont fiables car ces derniers travaillent avec rigueur et sérieux et se basent sur des observations. C’est à ces deux conceptions que B. Guenée s’oppose car lui veut montrer à travers cet ouvrage qu’il faut désormais considérer les historiens médiévaux et leurs ouvrages comme des objets d’étude indépendants, à part entière et que par conséquent, il faut se méfier des récits qui semblent véridiques ou originaux. Il faut reconsidérer ces textes et distinguer le vrai du faux.
En cela, en écrivant ce livre, Bernard Guenée s'inscrit dans le mouvement de la « Nouvelle Histoire », courant historiographique qui apparut dans les années 1970 et qui anima la troisième génération de l'École des Annales. En France, ses principaux représentants sont Jacques Le Goff et Pierre Nora. La nouvelle histoire est avant tout l'« histoire des mentalités »: il s'agit d'établir des structures mentales des sociétés. Avec elle, le champ de l'histoire s'élargit encore plus et la discipline s'intéresse davantage aux phénomènes de longue durée. En fonction de la question posée, l'historien propose une interprétation des données que lui ont fourni les archives et ouvrages qu'il a consulté. En fait, les historiens de la « Nouvelle histoire » se sont lancés dans une analyse globale de vastes ensembles.
En cela, le propos de B. Guenée est bien défini dès le tout début de son ouvrage et se caractérise par quelques questions fondamentales, à savoir qu’elle a été la place de l’Histoire au Moyen Âge ? Qui a été historien ? Comment ces historiens ont-ils travaillé ? Par quels efforts ont-ils construit leur passé proche ou lointain ? Qui les a lus ? Qui les a entendus ? C’est à toutes ces questions que Bernard Guenée compte répondre au travers de son ouvrage mais il précise clairement qu’il ne pourra fournir que des hypothèses. Il ne faut donc pas prendre pour seul exemple tout ce qu’il avance dans son ouvrage car ce sont très souvent des idées qu’il propose mais qui existent parmi tant d’autres. Ce n’est en effet qu’une vision de l’Histoire qui ne peut représenter toutes les facettes de cette discipline. L’auteur pose des questions, y répond mais ces réponses sont les siennes et peuvent être perçues différemment selon le point de vue du lecteur. Par ailleurs, ce livre est un ouvrage grand public bien qu’il demande des bases en historiographie si on veut l’apprécier et mieux l’appréhender. De plus, c’est une monographie et non une synthèse générale car c’est très détaillé.
L'ouvrage de Bernard Guenée a pour objectif prioritaire de réhabiliter les historiens du Moyen Âge. L'auteur illustre ses convictions grâce à de nombreux exemples issus de ses longues années de recherches. En d'autres termes, il s’agit pour l'auteur de convaincre les lecteurs et leur prouver par des arguments persuasifs qu’il a bel et bien existé des historiens durant la période médiévale, des historiens tel qu’on l’entend aujourd’hui, c'est-à-dire s’en tenant aux événements passés, aux faits en les vérifiant à l’aide de documents variés qui montrent que de réels travaux historiques ont été réalisés au Moyen Âge.
Cet ouvrage n’a pas une vocation critique, c’est un ouvrage explicatif destiné à apporter des connaissances aux lecteurs. Il explique comment était construite l’Histoire au Moyen Âge, qui en étaient les auteurs et comment procédaient-ils, comment travaillaient-ils, les méthodes qu’ils utilisaient ? Dans un second temps, l’auteur s’intéresse aux résultats de ce travail, à son emploi au sein de la société médiévale et ses conséquences à long terme.
Pour mener à bien ce travail particulièrement rigoureux, B. Guenée a fréquenté quotidiennement les bibliothèques des instituts les plus prestigieux de France et de Grande-Bretagne. Il a ainsi utilisé les travaux les plus récents de l’historiographie médiévale, ainsi que des sources écrites de l’époque tels que des codex, ces livres manuscrits disposant de pages reliées ensemble et d'une couverture.

## Contenu général de l'ouvrage
Le plan de l'ouvrage, dont l'auteur dit qu'il n'est qu'un essai, suit les réponses aux questions que se pose l'historien à propos de ses collègues du Moyen Âge.

### L'introduction
L’introduction de l’ouvrage s’attarde sur la perception du Moyen Âge à travers les siècles suivants, du XVIe siècle à nos jours. L'auteur explique la façon dont les historiens du XIXe siècle concevaient l’Histoire et l’historiographie médiévale. Une œuvre d’historien doit se comprendre dans le contexte historique, à l’époque où celle-ci fut rédigée. En effet, les contextes politique, économique, social, religieux et même culturel influencent énormément la pensée et les convictions de l’historien. En retour, son œuvre s’en retrouve forcément inspirée. Guenée nous rappelle qu'il faut attendre réellement le XXe siècle et les travaux d’historiens comme Marc Bloch avec ses Annales ou encore Gilson et Marrou pour que le Moyen Âge ne soit plus mis de côté et négligé. Les historiens redonnèrent de la valeur et de l’importance à l’Histoire médiévale en la traitant au même niveau que les autres périodes historiques.

### Chapitre 1: Qu'est-ce que l'histoire: qui a été historien?
Les historiens du Moyen Âge définissent l’Histoire en s’inspirant ou même en reprenant les définitions des historiens antiques, et plus précisément les historiens romains tel Caton ou Fabius Pictor. Le récit historique doit être vrai, il doit s’efforcer de respecter au mieux la vérité (même si ce sera loin d’être respecté en réalité). En outre, le récit historique doit être simple afin qu’il soit compris et assimilé par le maximum de personnes. De fait, l’historien a pour simple ambition de donner le récit littéral de ce qui s’est passé. Par ailleurs, pour les auteurs du Moyen Âge, la connaissance historique repose sur trois données fondamentales : les personnes qui provoquent les événements, les lieux où ils se produisent et l’époque où ils arrivent. Cependant, en ce qui concerne les lieux, les historiens du Moyen Âge n’y accordaient pas autant d’importance que leurs prédécesseurs romains. De même pour le temps, il n’en existait qu’un seul pour l’historien chrétien du Moyen Âge. L’histoire s’intéresse aux événements passés car l’avenir relève du domaine de la prophétie, on ne peut pas prévoir ce qui arrivera. Le travail de l’historien consiste donc à conserver la mémoire des temps passés.
L’ambition de l’Histoire médiévale est événementielle. L’historien doit étudier les faits et événements du passé les plus marquants. C’est ce qui donnera naissance aux Annales qui racontent et décrivent les événements notables année par année. En outre, on peut noter que l’Histoire du Moyen Âge s’intéressa plus aux faits et actions des hommes remarquables (ecclésiastiques, rois, évêques, etc.) qu’aux événements remarquables en eux-mêmes. Mais vers la fin du Moyen Âge, l’histoire se fait plus ambitieuse, elle veut de moins en moins s’en tenir aux simples faits mémorables et cherche à élargir ses possibilités de recherche. L’Histoire a déjà la volonté d’être une discipline scientifique plus que littéraire car elle doit s’en tenir et respecter au mieux les réels faits et événements historiques. L’Histoire au Moyen Âge est toutefois indissociable de la théologie, elle est une science auxiliaire de la religion, et non une science autonome. Elle sert à expliquer, à soutenir les pratiques religieuses de l’époque de même que justifier le droit.

### Chapitre 2: les profils d'historiens
La façon dont on concevait et écrivait l’Histoire au Moyen Âge s’inspirait beaucoup des méthodes antiques, en particulier celles des Romains. Des auteurs latins comme Tite-Live, Lucain, Salluste, Suétone ou encore Valère-Maxime étaient abondamment lus, copiés et traduits, spécialement par les moines au sein des monastères. 
L’Histoire et l’Histoire sainte sont considérées par les ecclésiastiques médiévaux comme une seule et même chose. L’Histoire explique les actions de Dieu et se doit d’expliquer pourquoi il a agi ainsi et pas autrement. Les faits et événements historiques sont perçus comme la volonté de Dieu qui s’applique sur Terre. Les historiens médiévaux étaient aussi des théologiens travaillant à la louange et à a gloire de Dieu. Ils situaient l’Histoire dans une perspective théologique.
Il faut attendre le XVe siècle pour voir apparaître de véritables historiens qui s’attachent aux faits historiques et qui ne sont plus, ou de moins en moins, influencés par la morale religieuse. En cela, le droit a joué un rôle important. La pratique du droit a progressivement mené à une Histoire particulièrement bien documentée, distincte de l’Histoire rhétorique ou théologique. Bien que l’Histoire n’eut qu’une place secondaire dans les universités médiévales, elle prit son indépendance au fil des années et se constitua en véritable science, discipline à part, avec ses propres règles et principes. Cela est dû à plusieurs facteurs. Premièrement, les progrès de l’État favorisèrent la réflexion pratique qui tendait à justifier dans la science historique les théories politiques. Deuxièmement, les humanistes du XVe siècle, admirant les auteurs latins comme Tite-Live et Salluste, contribuèrent à imposer l’idée que l’Histoire avait son importance et qu’elle devait être indépendante de toute autre matière ou discipline. Progressivement, l’Histoire devient objet d’enseignement, sans couper pour autant ses liens avec la religion et le droit.
Les auteurs de la production historique du Moyen Âge sont exclusivement des ecclésiastiques et hommes d’Église (pour le Haut Moyen Âge). Les clercs, en particulier les moines, ont accès à des bibliothèques au sein des monastères. Ils savent lire et écrire, connaissent le latin et leur travail consiste notamment à recopier des ouvrages antiques. Le moine était donc préposé à rédiger des ouvrages historiques, collectivement, au sein d’un scriptorium. Mais il convient de relativiser l’apport historique des moines. Leurs ouvrages sont souvent des récits hagiographiques ou à la gloire de puissants tels que les rois. L’Histoire produite dans les monastères était avant tout une Histoire sainte. En outre, les moines devaient se consacrer en priorité à la prière et de ce fait le travail historique ne constituait qu’une faible partie du temps de travail des moines. Par ailleurs, ces derniers n’étaient pas tous des scribes et étaient loin de maîtriser correctement le latin. Les monastères n’étaient de plus pas tous dotés d’un scriptorium. Quant aux ordres mendiants, ils ne se consacraient que rarement à la discipline historique dans le sens où, contrairement aux moines, ils se déplaçaient souvent d’établissements en établissements religieux, de monastères en monastères et de ce fait avaient un accès limité aux ouvrages présents dans les bibliothèques monastiques. Très peu d’entre eux étudiaient l’Histoire car l’enseignement qu’ils recevaient ou qu’ils enseignaient n’était pas centré sur cette discipline mais beaucoup plus sur la théologie.

### Chapitre 3: Le travail de l'historien
La documentation : comment ces historiens ont-ils travaillé ? Par quels efforts ont-ils reconstruit leur passé proche ou lointain ? L’auteur s’attache à développer les différentes facettes du travail de l’historien au Moyen Âge. Il commence par présenter le travail de documentation et de recherche des sources et des informations indispensables pour le travail de tout historien.
Il fallut attendre la fin du Moyen Âge pour que la distinction soit réellement faite entre récits et documents ainsi qu’entre copies et originaux. Les documents écrits ont longtemps servi au Moyen Âge à défendre des privilèges et des possessions particulières. Ces documents constituaient une preuve écrite que certains droits revenaient bien à telle personne, à telle fondation monastique, bien que certains soient falsifiés. En outre, toutes les archives mirent du temps à être enfin mieux classées et plus accessibles. Mais quand cela fut réalisé vers les XIVe et XVe siècles, cela eut un impact positif pour la conservation des documents historiques et pour les futures recherches des historiens qui avaient désormais accès à davantage de documents qui étaient mieux conservés. Ces livres ayant été mieux conservés que les chartes et autres documents diplomatiques, les historiens utilisaient en conséquence bien plus de copies que de documents originaux. En cela, l’Histoire ne pouvait pas se construire sans bibliothèques. Or, au Moyen Âge, les bibliothèques étaient rares et souvent situées au sein de monastères. Même si les bibliothèques médiévales se multiplient au fil des siècles, le nombre d’ouvrages historiques reste particulièrement faible dans le sens où les ecclésiastiques, en particulier ceux occupant les ordres mendiants, ne s’intéressent pas à l’Histoire. Leur culture est avant tout théologique. C’est avec les premières maisons d’imprimerie que le tournant se produisit réellement car ceci permit la multiplication du nombre d’ouvrages. 
La quête des sources vers la fin du Moyen Âge, se traduisit par une multiplication des voyages d’études par les historiens. En effet, c’est avec la Renaissance que leurs déplacements se concrétisent afin d’avoir accès à des sources lointaines, situées dans diverses bibliothèques d’Europe.
Quant aux références et aux sources, elles constituaient au Moyen Âge l’idéal de l’érudition, du savoir. Ainsi, on considérait que les meilleurs historiens du Moyen Âge étaient ceux ayant la volonté de fournir des références nombreuses et précises. Cependant, ces références restent souvent imprécises car les œuvres citées n’ont en général pas de chapitres mais seulement un titre. La nature des sources constituant une attente de la part des lecteurs, les historiens accordèrent plus d’attention à préciser les lieux où se trouvait le livre en question alors que les juristes et les théologiens n’y accordaient pas attention.

### Chapitres 4 et 5: le travail de l'historien
Le travail de l'historien : l'élaboration et la composition. Qui les a lus ? Qui les a entendus ? Bernard Guenée concentre son étude sur le travail propre de l‘historien. Il est d'abord question de la critique des témoignages, de l’authenticité et de la validité des divers documents auxquels a recours l’historien médiéval. L’authenticité d’un ouvrage est l’objectif central de son auteur car ce dernier cherche à convaincre, à prouver à son lecteur la véracité de ce qu’il écrit. Il veut montrer que la documentation qu’il a utilisée est tout à fait fiable. En cela, une œuvre historique pouvait inspirer et être reconnue comme authentique si son auteur était connu. Mais il fallait parfois une autorité supérieure (pape, empereur, évêque ou prince) pour pouvoir confirmer l’exactitude de tel ou tel ouvrage. Si cette authenticité était fondée et accordée, l’ouvrage en question était « approuvé ». Par conséquent, certains textes se révélaient plus « vrais » que d’autres. 
À l’inverse, un ouvrage qui manque d’autorité ou qui n’en a tout simplement pas est qualifié d’« apocryphe ». Cette authenticité se révèle particulièrement importante au Moyen Âge car elle permet à des monastères de prouver qu’ils appartiennent à tel ou tel diocèse ou évêché. De même, elle permet de justifier certains droits et possessions qui reviennent à une autorité laïque. En cela, les falsifications, les rajouts d’informations et les modifications volontaires de documents officiels ne sont pas rares. Savoir distinguer l’original du falsifié, le vrai du faux, devient une préoccupation des historiens. Ainsi, en 1453, Aeneas Sylvius Piccolomini précise qu’il faut pour chaque document, excepté les Saintes Écritures qui ne peuvent être réfutées, déterminer qui est l’auteur, quelle vie il a mené, quelle est sa religion et quelle est sa valeur personnelle. Il faut aussi considérer avec quels autres récits le document concorde, diffère, si ce qu’il dit est probable et enfin s’il est en accord avec le temps et le lieu dont il traite. Par la suite, le domaine du temps, plus particulièrement de la maîtrise de celui-ci est abordé. La meilleure arme dont disposent les historiens du Moyen Âge pour critiquer les sources et les témoignages, c’est bien la chronologie. L’un des premiers soucis de l’historien du Moyen Âge est de situer les événements dans le temps, de connaître les dates. Mais le problème est que les érudits médiévaux n’avaient pu s’appuyer que sur la Bible pour établir une chronologie qui se révèle donc souvent fausse. Les historiens du Moyen Âge ne purent en cela maîtriser le temps historique. Néanmoins, ils ont le souci d’accumuler le plus de documentation possible mais s’attardent aussi à la retravailler afin de reconstruire la vérité du passé. Cependant, ce type de travail s’inscrivait dans une perspective propre à l’époque médiévale et donc différente de la nôtre. Par ailleurs, c’est au Moyen Âge que les techniques du travail d’historien ont réellement commencé à se développer et se sont approfondies par la suite.
De plus, les divers systèmes de mesure du temps et des problèmes que cela pose sont également mis en lumière par l’auteur, montrant ainsi que ces systèmes se révèlent plus nombreux et plus riches qu’on peut le penser.
Pour ce qui est du chapitre V, l’auteur s’accorde à mettre en lumière une autre facette du travail d’historien, à savoir la composition. Après avoir rassemblé et classé, mis en forme la documentation auquel il avait eu accès, l’historien médiéval devait désormais construire son œuvre à partir de l’ensemble de ces sources. Le travail de copie était soit réalisé par l’historien lui-même ou bien par des scribes. Ensuite, de nombreuses additions, corrections et suppressions étaient appliquées aux textes. Les œuvres historiques du Moyen Âge n’ont souvent ni prologue, ni chapitres. En outre, dans les premiers siècles du Moyen Âge, les définitions que les théoriciens donnaient des « Annales », des « Chroniques » ou encore du mot « Histoire » étaient loin d’être claires et par conséquent bon nombre d’érudits ne faisaient pas de distinction entre ces trois mots, les utilisant l’un pour l’autre, comme de parfaits synonymes. Il faut attendre plusieurs siècles pour que la distinction s’opère réellement.
Néanmoins, une avancée de cette époque réside dans la mise en place d’une seule et même échelle du temps, d’une unique chronologie qui sert de repère pour tous les événements historiques notés dans les Annales, d’où une clarification de la notion du temps.
Dans les œuvres historiques de la fin du Moyen Âge, les livres, chapitres et tables des matières étaient largement répandus bien qu’ils n’étaient pas encore très usités par les historiens. Néanmoins, la présence de ces éléments, composantes essentielles d’un ouvrage, permettaient au lecteur de trouver ses marques, ses repères à travers l’ouvrage et de comprendre de quoi il était question, d’où finalement une meilleure appréhension et compréhension de l’Histoire, voire une certaine appréciation de cette discipline. Et ce plaisir de la science historique s’est accru avec l’apparition des illustrations au Bas Moyen Âge. En effet, bien qu’elles n’apparurent que tardivement, les artistes des monastères consacraient de leur temps et de leur talent à compléter d’illustrations diverses les œuvres liturgiques comme hagiographiques. Il semble qu’Otton de Freising ait été le premier historien à avoir eu l’idée d’illustrer l’une de ses œuvres. En 1157, il offrit effectivement à l’empereur Frédéric II Barberousse un manuscrit de sa Chronique ou Histoire des deux cités, qui était décorée d’une quinzaine de miniatures.

### Chapitre 6: Le succès de l'œuvre
Quelle somme de connaissances, quelle image du passé ont-ils pu léguer à leurs contemporains et à leurs successeurs ?
Ce chapitre s’intéresse à la diffusion de l’œuvre historique dans la société médiévale. Si la pensée médiévale considérait que la renommée de l’œuvre tenait à l’originalité de son contenu, l’un des premiers critères qui permettent de déterminer aujourd’hui le succès d’un ouvrage, c’est le nombre de manuscrits copiés à l’époque et qui nous sont parvenus jusqu’à aujourd’hui. De plus, d’un point de vue spatial, c’est le succès du livre qui fait l’ampleur de sa diffusion. Un ouvrage connaissant un grand succès sera diffusé sur une large zone géographique. À l’inverse, un succès limité voire faible se diffusera seulement à un niveau régional ou local. Quant à la dimension temporelle, un ouvrage à succès sera copié plus de fois et aura donc plus de chances de parvenir jusqu’à nous. Par la suite, l’auteur se concentre sur les raisons du succès d’une œuvre au Moyen Âge. Il met ainsi en avant deux éléments constitutifs de l’ouvrage, à savoir le fond et la forme. Ainsi, en ce qui concerne le fond, l’auteur nous informe que l’ambition des clercs du Moyen Âge était de connaître et donc de raconter l’Histoire du monde entier d’où la création d’Histoires universelles. Cependant, au fil du Moyen Âge, on constate que le goût des clercs et des laïcs pour l’Histoire les amène à privilégier certaines périodes en particulier. En ce qui concerne la forme, la brièveté fait loi. De nombreux auteurs précisent dès le prologue qu’ils ne s’attarderont pas sur les détails. 
Enfin, on peut dire que le succès du récit historique dépend de moins en moins du réseau de monastères qui se transmettent les ouvrages mais passe plutôt par de plus en plus de bourgades qui deviennent progressivement des villes, véritables « carrefours de la culture ». L’avenir d’un ouvrage d’Histoire était lié à l’accueil d’un public diversifié et surtout urbain composé de clercs, de notables, de bourgeois, en fait la population lettrée. Au Bas Moyen Âge, c’étaient donc dans les villes que se jouait la pérennité des ouvrages.

### Chapitre 7: La culture historique
De quel poids ont-ils pu peser sur les mentalités et les comportements ?
Après avoir longuement présenté le travail de l’historien médiéval et analysé le succès ou non de sa production, l’auteur s’attarde sur l’ensemble de ces ouvrages qui constituent un fond commun de connaissances considérable et qui peut se définir comme une certaine « culture historique ». Pour cela, le but de B. Guenée n’est pas de présenter la somme de cette culture historique construite durant la période médiévale mais bien de montrer qu’elle a pu être la culture historique amassée et détenue au fil des siècles par les historiens du Moyen Âge et par la même occasion celle des autres catégories de la population médiévale. Ainsi le propos commence par étudier l’Histoire des historiens, c'est-à-dire la somme du savoir entreposé dans les bibliothèques à travers les œuvres historiques et les connaissances possédées par les historiens médiévaux. À la fin du Moyen Âge, le fond commun de la culture historique occidentale était constitué pour l’essentiel d’un héritage antique au travers des œuvres des historiens grecs et romains. Néanmoins, il y avait une base de connaissances datant de la période médiévale qui se constituait d’une quinzaine d’ouvrages provenant d’historiens latins païens ou chrétiens et dont la plus récente avait été écrite au VIIIe siècle. La culture historique a été notamment influencée par certains événements politiques, comme l’effondrement de l’Empire carolingien qui favorise les liens entre monastères. L’auteur parle ainsi de« solidarité monastique », mais aussi de l’influence des grandes bibliothèques de quelques puissantes abbayes ayant formé des aires culturelles bien distinctes les unes des autres. Seule une minorité de la population possédait une culture historique, à savoir presque exclusivement des clercs et des laïcs qui ont en effet le temps de s’adonner à l’Histoire. L’histoire n’étant pas considérée comme une discipline majeure méritant une place à part, elle n’était pas enseignée et venait surtout soutenir l’enseignement théologique. En somme, le problème du Moyen Âge résidait dans cette diffusion de la culture historique qui se révélait très limitée car bénéficiant exclusivement aux hautes catégories de la société médiévale.

### Chapitre 8: Le poids de l'histoire
Le huitième chapitre développe l’idée du poids qu’a pu avoir l’Histoire au sein de la société du Moyen Âge mais aussi du poids de l’Histoire médiévale dans le temps. En premier lieu, l’auteur s’intéresse à la notion de propagande historique au Moyen Âge. Le pouvoir royal s’est souvent servi de l’Histoire pour défendre certaines idées ou revendiquer certains droits. De même, l’Histoire venait justifier la possession de tel ou tel domaine ou région. La propagande historique était utilisée par le pouvoir politique pour rappeler les hauts-faits du passé, notamment la veille d’affrontements militaires. Ainsi, les rois et les princes prirent soin de veiller à la composition d’œuvres historiques qui venaient confirmer leur pouvoir et leurs droits ou encore donner la meilleure image d’eux-mêmes. Il ne faut donc pas prendre à la lettre ce qui est écrit dans certains ouvrages car certaines informations historiques ont pu être modifiées, retouchées ou encore des faits magnifiés, agrémentés de données pas forcément véridiques. Plus généralement, le passé servait à justifier le présent. L’histoire était utilisée à des fins politiques ou encore religieuses quand il s’agissait de reprendre des faits, des actes présents dans les textes sacrés, tel la Bible ou les Testaments. Pour finir, la justice et la politique avaient besoin de l’Histoire pour qu’elle leur fournisse des arguments qui venaient légitimer leurs pouvoirs respectifs, mais aussi des idées simples et des exemples afin d’établir des continuités dans le temps présent.
En cela, connaître le passé est au Moyen Âge un atout essentiel. L’historien médiéval possède donc un pouvoir particulier. Il doit non pas raconter ou écrire le passé mais plutôt le réinterpréter, réinterprétation de l’Histoire qui n’est pas la même selon l’époque à laquelle vit l’historien. L’environnement et la période à laquelle l’historien écrit vont influer sur sa perception du passé. Mais l’historien médiéval devait également « réinventer le passé » afin de répondre aux désirs de son époque, de se conformer aux attentes de son temps. Le problème qui se pose à partir de là est bien sûr de savoir distinguer pour les historiens d’aujourd’hui le vrai du faux.

### Conclusion
Dans sa conclusion, B. Guenée récapitule toutes les périodes du Moyen Âge à travers lesquelles évoluèrent l’Histoire et le travail de l’historien. Mais il insiste surtout sur le fait qu’il existait bel et bien des historiens au Moyen Âge. En effet, même si l’Histoire rédigée durant la période médiévale était fortement imprégnée par les idées défendues et incarnées par le christianisme, il en résulte néanmoins des données précieuses pour connaître et comprendre le Moyen Âge. L'Histoire au Moyen Âge a pour vocation de soutenir la théologie, elle est véritablement au service de cette discipline. Par ailleurs, l'Histoire se construit progressivement en passant d’une transmission orale à une transmission écrite.

## Apport historiographique
À travers cet ouvrage, Bernard Guenée donne une vision nouvelle de la conception de l'Histoire au Moyen Âge et les influences, les répercussions qu'elle a pu avoir sur les mentalités de l'époque et celles des siècles suivants. En rejetant la fausse vision qu'avaient les historiens du XIXe siècle sur la période médiévale, l'auteur nous permet d'avoir une nouvelle approche du Moyen Âge, une approche qui se révèle être bien plus véridique et scientifique. Il nous donne ainsi une perception claire et précise du poids qu'a pu avoir l'Histoire dans la société et la culture médiévale.

## Bilan
L'ouvrage de Bernard Guenée constitue donc une contribution de première importance et se révèle fondamentale en ce qui concerne la connaissance de l'idéologie féodale, de la pensée médiévale de l'Histoire ainsi que de l'impact de la culture historique sur les mentalités et les comportements de l'époque. En apportant par ailleurs des éléments sur la réflexion critique que peuvent avoir les historiens sur leur propre Histoire, cet ouvrage constitue une « lecture indispensable » selon les mots d'Alain Guerreau.